# Turmapuri
Turmapuri fou un estat tributari protegit del tipus zamindari al tahsil de Sakoli al districte de Bhandara a les Províncies Centrals. El centre estava a una 8 km al nord de Sakoli i el formaven 5 pobles amb una superfície de 34 km². La població el 1881 era de 979 habitants principalment gonds i goares, encara el que el zamindar no pertanyia a aquestes ètnies i era de casta mana.